# 布切爾迪亞格勒諾阿瑟鄉
46°11′29″N 23°50′16″E / 46.19139°N 23.83778°E

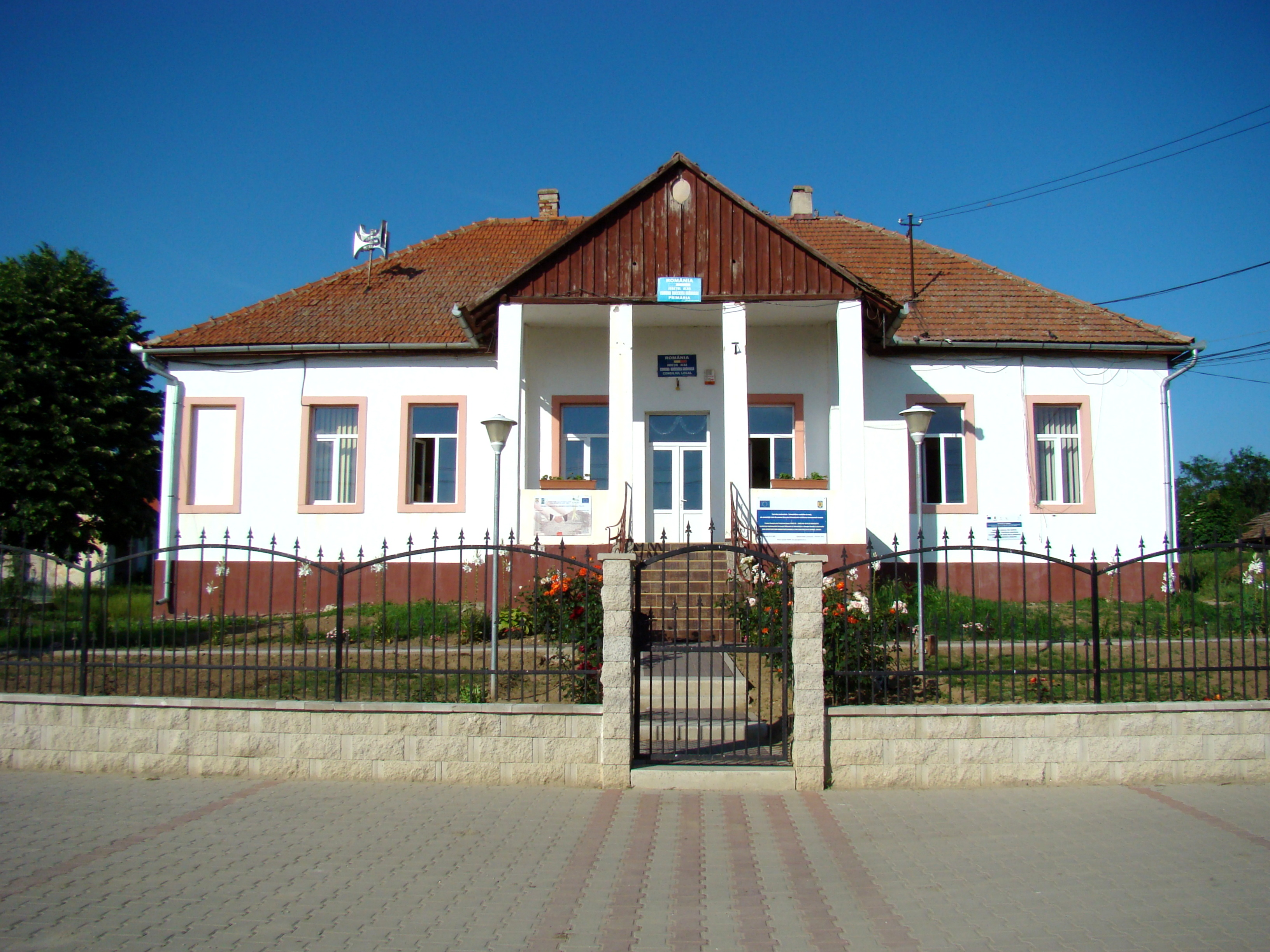
布切爾迪亞格勒諾阿瑟鄉

布切爾迪亞格勒諾阿瑟鄉（羅馬尼亞語：Comuna Bucerdea Grânoasă, Alba），是羅馬尼亞的鄉份，位於該國中部，由阿爾巴縣負責管轄，面積41平方公里，海拔高度282米，2011年人口2,235，人口密度每平方公里54人。